# Regionalwahl in Ligurien 2010
Die Regionalwahl in Ligurien 2010 fand am 28. und 29. März statt; der Regionalrat und der Präsident der Region Ligurien wurden gleichzeitig gewählt.

## Wahlergebnis
| Kandidaten                                                        | Kandidaten              | Stimmen | %    | Listen                  | Stimmen | %    | Mandate |
| ----------------------------------------------------------------- | ----------------------- | ------- | ---- | ----------------------- | ------- | ---- | ------- |
|                                                                   | Claudio Burlandogewählt | 424.044 | 52,1 | Partito Democratico     | 211.500 | 28,3 | 10      |
| Italia dei Valori                                                 | Claudio Burlandogewählt | 424.044 | 52,1 | 63.028                  | 8,4     | 3    |         |
| Unione di Centro                                                  | Claudio Burlandogewählt | 424.044 | 52,1 | 29.335                  | 3,9     | 1    |         |
| Federazione della Sinistra                                        | Claudio Burlandogewählt | 424.044 | 52,1 | 29.148                  | 3,9     | 1    |         |
| Noi con Claudio Burlando                                          | Claudio Burlandogewählt | 424.044 | 52,1 | 27.607                  | 3,7     | 1    |         |
| Sinistra Ecologia Libertà                                         | Claudio Burlandogewählt | 424.044 | 52,1 | 18.418                  | 2,5     | 1    |         |
| Federazione dei Verdi                                             | Claudio Burlandogewählt | 424.044 | 52,1 | 8.624                   | 1,2     | –    |         |
| Lista Bertone - Federazione dei Pensionati - Alleanza Democratica | Claudio Burlandogewählt | 424.044 | 52,1 | 5.723                   | 0,8     | –    |         |
| Mandate der Listengruppe                                          | Claudio Burlandogewählt | 424.044 | 52,1 | –                       | –       | 8    |         |
| ↳ Gesamt                                                          | Claudio Burlandogewählt | 424.044 | 52,1 | 393.383                 | 52,7    | 25   |         |
|                                                                   | Sandro Biasotti         | 389.132 | 47,9 | Il Popolo della Libertà | 218.398 | 29,3 | 10      |
| Lega Nord                                                         | Sandro Biasotti         | 389.132 | 47,9 | 76.265                  | 10,2    | 3    |         |
| Liste Civiche per Biasotti                                        | Sandro Biasotti         | 389.132 | 47,9 | 45.261                  | 6,1     | 1    |         |
| Gente d’Italia                                                    | Sandro Biasotti         | 389.132 | 47,9 | 5.398                   | 0,7     | –    |         |
| La Destra                                                         | Sandro Biasotti         | 389.132 | 47,9 | 2.688                   | 0,4     | –    |         |
| Partito Pensionati                                                | Sandro Biasotti         | 389.132 | 47,9 | 2.566                   | 0,3     | –    |         |
| Nuovo PSI                                                         | Sandro Biasotti         | 389.132 | 47,9 | 2.076                   | 0,3     | –    |         |
| Nicht gewählte Direktkandidat                                     | Sandro Biasotti         | 389.132 | 47,9 | –                       | –       | 1    |         |
| ↳ Gesamt                                                          | Sandro Biasotti         | 389.132 | 47,9 | 352.652                 | 47,3    | 15   |         |
| Gesamt                                                            | Gesamt                  | 813.176 | 100  |                         | 746.035 | 100  | 40      |